# Isabel de Bobadilla y Peñalosa
Isabel de Bobadilla y Peñalosa (f. Madrid, 1539) fue una dama castellana esposa de Pedro Arias Dávila, gobernador y capitán general de Castilla de Oro y fundador de la Ciudad de Panamá.

## Biografía
Era hija de Francisco de Bobadilla, primer señor de Pinos y de Beas, caballero de la orden de Santiago, maestresala de los Reyes Católicos y corregidor de Córdoba, Jaén, Andújar y Baza, y de su esposa doña María de Peñalosa. En la historiografía se ha confundido a su padre con su sobrino segundo Francisco de Bobadilla, quien pasó a la historia por haber apresado al almirante Cristóbal Colón.
Isabel era sobrina de Beatriz de Bobadilla, marquesa de Moya, dama y gran amiga de Isabel la Católica, mujer influyente como ninguna, a tal extremo que en aquellos tiempos corría de boca en boca un refrán que decía: «Después de la reina de Castilla, la Bobadilla».
En 1514 pasó con su esposo, recientemente nombrado gobernador y capitán general de Castillo de Oro, a la región del Darién, no habiendo querido quedarse esperándole en Castilla, para lo que pidió permiso del rey Fernando el Católico.
Isabel permaneció junto a su marido en Santa María la Antigua del Darién hasta que en 1520 regresó a Castilla.
Falleció en Madrid en 1539.

## Matrimonio y descendencia
Isabel se casó con el segoviano Pedro Arias Dávila en 1498 en Alcalá de Henares.
El matrimonio tuvo una descendencia de nueve hijos:
1. Diego Arias Dávila, casado con doña Mencía de Ayala;
2. Francisco de Bobadilla, monje en Santo Domingo de Piedrahíta;
3. Juan Arias;
4. Arias Gonzalo de Ávila, conde de Puñonrostro, casado con Ana Girón;
5. María de Peñalosa, esposa de Vasco Núñez de Balboa y en segundas nupcias de Rodrigo de Contreras, gobernador de Nicaragua;
6. Isabel de Bobadilla, casada con Hernando de Soto;
7. Elvira Arias, casada con Urban de Arellano, señor de Clavijo y Miraflores;
8. Beatriz de Bobadilla, monja de Santa María de las Dueñas de Sevilla;
9. Catalina Arias, abadesa del monasterio de San Antonio el Real de Segovia.